# Mons Calpe Sports Club
Il Mons Calpe Sports Club, meglio noto come Mons Calpe, è una società calcistica gibilterriana, militante nella Football League, la massima divisione del campionato gibilterriano.

## Storia
Fondato nel 2013, dopo diverse stagioni in Second Division, il Mons Calpe ha guadagnato per la prima volta l'accesso alla Premier Division nel 2016 grazie alla vittoria nello spareggio contro il Britannia XI dell'anno precedente.

## Palmarès

### Altri piazzamenti
- Coppa di Gibilterra:

Finalista: 2017-2018
Semifinalista: 2018-2019, 2019-2020

## Organico

### Rosa 2024-2025
| N. |                       | Ruolo | Calciatore             |
| -- | --------------------- | ----- | ---------------------- |
| 1  | Argentina (bandiera)  | P     | Christian Fraiz        |
| 2  | Spagna (bandiera)     | D     | Álex Oñate             |
| 3  | Gibilterra (bandiera) | D     | Ethan Llambias         |
| 4  | Spagna (bandiera)     | D     | Ezequiel Rojas         |
| 5  | Spagna (bandiera)     | D     | Esteban Montes         |
| 6  | Spagna (bandiera)     | C     | Domingo                |
| 7  | Spagna (bandiera)     | A     | Jesús Ayala (capitano) |
| 8  | Gibilterra (bandiera) | A     | Sykes Garro            |
| 9  | Spagna (bandiera)     | A     | Alberto Valdivia       |
| 10 | Gibilterra (bandiera) | C     | Leon Clinton           |
| 17 | Spagna (bandiera)     | A     | Juanca Olmedo          |

| N. |                        | Ruolo | Calciatore        |
| -- | ---------------------- | ----- | ----------------- |
| 21 | Gibilterra (bandiera)  | D     | James Parkinson   |
| 22 | Gibilterra (bandiera)  | C     | Aiden Mansfield   |
| 23 | Spagna (bandiera)      | C     | Antonio González  |
| 24 | Gibilterra (bandiera)  | A     | Mark Chichon      |
| 25 | Gibilterra (bandiera)  | P     | Dean Penfold      |
| 27 | Spagna (bandiera)      | P     | Francisco Paulino |
| 30 | Gibilterra (bandiera)  | C     | Jayce Consigliero |
| 31 | Spagna (bandiera)      | A     | Fernando Cosano   |
| 61 | Polonia (bandiera)     | A     | Hugo Bartkowiak   |
| 70 | Spagna (bandiera)      | C     | Chico Rubio       |
| 77 | Paesi Bassi (bandiera) | D     | Jelaino Fonseca   |

## Statistiche e record
| Livello | Categoria        | Partecipazioni | Debutto   | Ultima stagione | Totale |
| ------- | ---------------- | -------------- | --------- | --------------- | ------ |
| 1º      | Premier Division | 3              | 2016-2017 | 2018-2019       | 9      |
| 1º      | National League  | 6              | 2019-2020 | 2022-2023       | 9      |
| 2º      | Second Division  | 3              | 2013-2014 | 2015-2016       | 3      |

### Partecipazione alle coppe nazionali
| Competizione | Partecipazioni | Debutto   | Ultima stagione | Totale |
| ------------ | -------------- | --------- | --------------- | ------ |
| Rock Cup     | 12             | 2013-2014 | 2024-2025       | 12     |

### Partecipazione alle competizioni internazionali
| Competizione           | Partecipazioni | Debutto   | Ultima stagione | Totale |
| ---------------------- | -------------- | --------- | --------------- | ------ |
| UEFA Conference League | 1              | 2021-2022 | 2021-2022       | 1      |

### Statistiche individuali
Record di presenze e reti in tutte le competizioni ufficiali, comprese anche le partite di coppa.
Dati aggiornati alla stagione 2023-2024.
| Record di presenze - 132 - Andre Dos Santos (2016-2018; 2019-2023) - 123 - Renan Bernardes (2020-2022) - 93 - Christian Fraiz (2016-oggi) - 71 - Pibe Pereira (2016-2017; 2017-2019) - 63 - Ethan Santos (2019-oggi) - 62 - Ayoub El Hmidi (2018-2022) - 61 - Francisco Zúñiga (2017-2020) - 60 - Emanuel Ojeda (2020-2023) - 56 - Manuel Camacho (2016-2019) - 53 - Julio Bado (2017-2018; 2021-2023) | Record di reti - 53 - Pibe Pereira (2016-2017; 2017-2019) - 23 - Leonardo Carboni (2018-2020) - 21 - Rubo (2017-2018) - 18 - Seba Diaz (2020-2021) - 18 - Andre Dos Santos (2016-2018; 2019-2023) - 17 - Ayoub El Hmidi (2018-2022) - 15 - Facundo Cascio (2016-2018) - 12 - John-Paul Duarte (2021-2024) - 12 - Javi Moreno (2021-2023) |